# Afrique 50
Pour plus de détails, voir Fiche technique et Distribution.
Afrique 50 est un documentaire français réalisé par René Vautier en 1950. Envoyé en 1949 par la Ligue française de l’enseignement avec Raymond Vogel pour montrer la supposée mission éducative conduite dans les colonies françaises d’Afrique de l'Ouest, le réalisateur s’aperçoit très vite de la dure réalité de la vie de la population locale et dénonce le manque de professeurs et de médecins, les crimes commis par l’armée française au nom du peuple français, l’instrumentalisation des populations colonisées, etc.
Le film, l'un des premiers clairement anticolonialistes, fut interdit pendant plus de quarante ans et valut à René Vautier plusieurs mois d’emprisonnement.

## Résumé
Le documentaire commence avec une description de la vie de tous les jours dans un village près du fleuve Niger. Les hommes tissent leurs filets pour aller pêcher et les femmes s’occupent des tâches ménagères et des enfants. Les enfants sont ensuite présentés en montrant qu’ils passent la journée à jouer et à travailler dans les champs puisqu’ils ne vont pas à l’école. La raison est que seulement 4 % des enfants des colonies françaises vont à l’école, il s’agit du quota minimum pour l’administration française. Plusieurs villages n’ont pas d’écoles ou d’hôpitaux. Ces services sont seulement requis lorsque l’administration coloniale a besoin de comptables ou lorsqu’ils ont peur de manquer de main-d’œuvre à cause du taux de mortalité élevé. On observe aussi les actes de violence faits par les soldats français avec l’exemple d’un village en Côte d’Ivoire où le chef n’a pas été capable de payer les impôts dus à l’administration française. Le village fut complètement détruit par les soldats français qui ont incendié les maisons, abattu le bétail et tué les villageois. Le documentaire se penche ensuite sur les profits annuels des compagnies venues exploiter le territoire. Il s’agit de compagnies qui viennent puiser les ressources du continent pour un montant peu élevé dans le but d’aller vendre les ressources en France. On estime que les différentes compagnies comme la Société commerciale de l’Ouest africain et l’Africaine française volent plus de 40 millions de francs à la population africaine chaque jour. Les Européens se vantent du progrès qu’ils amènent en Afrique, mais ce progrès ne sert que l’homme blanc. Les barrages électriques ne sont en place que pour satisfaire les besoins des maisons blanches. C’est la population locale qui fait fonctionner le barrage, même s’ils n’en bénéficient pas. L’administration utilise la population locale comme force de travail au lieu d’investir dans des technologies qui aideraient le développement. Ils font cela, car c’est moins cher pour les compagnies. Plusieurs Noirs avec un salaire de 50 francs par jour sont plus économiques que d’acheter une machine qui va faire le travail de 20 hommes. Le documentaire se termine avec une lueur d’espoir. Le peuple africain s’appuie sur la constitution française en demandant qu’on leur rende la terre qui leur a été volée par les compagnies qui sont venues exploiter le territoire, mais l’administration est raciste et corrompue, elle répond par la violence lorsque les populations locales ne font pas ce qu’elle veut. C’est pourquoi les Africains doivent combattre pour avoir une meilleure qualité de vie. Le film est présenté avec la voix off de René Vautier qui décrit la réalité africaine tout en dénonçant ceux qui sont responsables de l’exploitation du continent.

## Controverse et interdiction
Initialement, le documentaire avait pour but de montrer la vie des paysans de l’Afrique coloniale française sous un aspect positif pour le compte de la Ligue de l’enseignement. Le film devait être diffusé dans les écoles françaises pour montrer aux élèves comment les Africains vivent sous le régime français. Le réalisateur René Vautier, âgé de 21 ans, en décide autrement, car, ayant remarqué les injustices et la souffrance que subit la population africaine sous le régime français, il décide de modifier clandestinement le film pour dénoncer la France au lieu de la glorifier comme il lui a été demandé de le faire. Il commence à filmer sans aucune notion de ce qu’était la mission colonialiste française et sans idée préconçue sur le sujet, puisqu’il en avait seulement entendu parler à l’école. Dès son arrivée, il remarque rapidement que la réalité des Africains est très différente de ce qu’il avait appris dans les livres et décide donc de filmer la réalité de la vie des paysans africains.
Les autorités françaises tentent rapidement de censurer le film en évoquant un décret de 1934 qui interdisait de filmer les colonies françaises sans la supervision d’un membre de l’administration sur place. Ce décret avait été mis en place par Pierre Laval, ministre des colonies de l’époque qui sera fusillé en 1945 pour collaboration avec l’Allemagne nazie. Ainsi, Vautier est condamné et passe près d'une année en prison à la suite de la sortie du film.
Le film est saisi et les négatifs sont détruits, mais dix-sept bobines, sorties illégalement du ministère de l'Intérieur par René Vautier lui-même, sont sauvées, correspondant à environ un tiers du tournage. Après remontage, il reste 17 minutes de film. Le documentaire est diffusé à l'étranger, surtout dans les pays du bloc de l'Est, où des Africains peuvent le voir. Le film est montré pour la première fois en France seulement en 1990, soit plus de quarante ans après son tournage. Par la suite, le ministère français des Affaires étrangères achète les droits du film dans le but de le diffuser dans les anciennes colonies pour montrer qu’il existait déjà un sentiment anticolonial en France dès la fin de la Seconde Guerre mondiale.

## Anticolonialisme
Après avoir combattu dans la Résistance pendant la Seconde Guerre mondiale lorsqu’il était adolescent, René Vautier explique être devenu cinéaste dans le but de combattre les injustices d’une autre manière qu’avec les armes. Pour ce documentaire, on lui a demandé de montrer la vie réelle des Africains et c’est exactement ce qu’il a fait. Le documentaire est un cri de réveil pour dénoncer les conséquences du colonialisme et montrer à la population française et du monde entier les conditions de vie dans lesquels les habitants de l’Afrique vivent encore en 1950.
Afrique 50 dénonce l’appauvrissement d’un continent pourtant rempli de ressources. René Vautier s’intéresse d’abord et avant tout à la misère de la vie quotidienne des Africains et comment l’influence française bouleverse celle-ci. On voit le travail de misère des populations locales pour seulement quelques francs par jour, le manque d’écoles pour les enfants, le manque d’hôpitaux pour soigner les malades et à quel point les compagnies françaises exploitent les ressources. L’impérialisme français n’a jamais apporté de progrès à la population locale, mais seulement à l’administration blanche du pays. La construction d’écoles et d’hôpitaux ne se fait que pour satisfaire les besoins des Français en place et non pour aider la population locale. Même chose avec l’exemple du barrage hydraulique de Markala, qui produit de l’électricité pour les maisons des familles de l’administration, mais qui n’alimente pas les villages noirs avoisinants puisqu’il n’y a pas de réseau électrique pour les villages. De plus, les turbines du barrage ne sont pas automatisées et ce sont des travailleurs noirs sous-payés qui doivent forcer de leurs mains pendant des heures chaque jour pour faire fonctionner le barrage. Les Africains sont exploités par un groupe minoritaire qui ne veut pas améliorer leur sort puisqu’ils sont satisfaits de cette main-d’œuvre bon marché. Pour René Vautier, qui a combattu dans la résistance française lors de la Seconde Guerre mondiale, il n’y a pas vraiment de différence entre l’occupation allemande et l’administration coloniale des pays africains. Pour lui, tous les deux sont des occupants, une réalité que peu de Français comprenaient dans les années 1950.
René Vautier dénonce les sociétés responsables de l’exploitation du continent africain et qui ne donnent rien en échange à la population. Parmi celle-ci, la Société commerciale de l'Ouest africain, la Compagnie française de l'Afrique-Occidentale, la Compagnie de dépôts et agences de vente d'usines métallurgiques (Davum), l’Africaine Française, la Compagnie du Niger français, la Compagnie française de la Côte-d'Ivoire, Lesieur et Unilever.
Le film accuse la violence de la répression coloniale, de la police et de l'armée française en évoquant notamment la marche des femmes sur Grand-Bassam et les déclarations des futurs « pères » de l'indépendance, comme Barthélemy Boganda, alors député de l'Oubangui-Chari. Le film se termine sur un appel à la population africaine se révolter et sur l'assurance de la solidarité entre les peuples français et africain pour que celui-ci « puisse vivre en paix, libre et fier (...) et connaitre enfin le bonheur ».

## Influence
Afrique-sur-Seine de Paulin Soumanou Vieyra est le premier film réalisé par des Africains, en 1955. Comme il était alors toujours interdit de filmer dans les colonies françaises, le réalisateur a demandé à René Vautier s’il pouvait réutiliser des images d'Afrique 50 dans son film. Ayant accepté, René Vautier peut donc être considéré comme ayant contribué au début du cinéma africain.
René Vautier ne s’arrêtera pas de lutter contre les injustices de la colonisation. Avec Avoir vingt ans dans les Aurès, prix international de la critique au Festival de Cannes 1972, il dénonce la colonisation française de l'Algérie. Avec le film Marée noire, colère rouge, dénonçant l'attitude politique face au naufrage du pétrolier Amoco Cadiz, il va encore une fois devoir défendre son film face aux autorités françaises qui veulent censurer son message.
Afrique 50 est maintenant un des films les plus importants dans l’histoire du mouvement anticolonial, non seulement car il est le premier, mais aussi par la force de ses images et la controverse qui l’entoure. Avec son interdiction et sa censure, le film montre le malaise qu’éprouve la France à expliquer ses actions dans ses colonies. L’exploitation de l’Afrique occidentale ne va pas s’arrêter à la suite de la présentation du film, elle va même devenir plus agressive sous la présidence de De Gaulle et de Pompidou. Le film inspire cependant une nouvelle forme de cinéma que René Vautier et plusieurs autres cinéastes vont explorer en confrontant les empires coloniaux avec des images fortes des conséquences que la colonisation a sur le territoire et la population locale.

## Fiche technique
- Titre : Afrique 50
- Réalisation : René Vautier
- Scénario : René Vautier
- Photographie : René Vautier
- Son : René Vautier
- Musique : Fodéba Keïta
- Montage : René Vautier
- Production : Ligue française de l’enseignement
- Format : Noir et blanc  - Son mono